# Barbus candens
Barbus candens är en fiskart som beskrevs av Nichols och Griscom, 1917. Barbus candens ingår i släktet Barbus och familjen karpfiskar. IUCN kategoriserar arten globalt som livskraftig. Inga underarter finns listade.